# ناوسروان
| درجه‌های ارتش ایران | درجه‌های ارتش ایران | درجه‌های ارتش ایران |
| نیروها             | نیروها             | نیروها             |
| زمینی و هوایی      | دریایی             |                    |
| ------------------ | ------------------ | ------------------ |
| ارتشبد             | دریابد             |                    |
| سپهبد              | دریاسالار          |                    |
| سرلشکر             | دریابان            |                    |
| سرتیپ              | دریادار            |                    |
| سرتیپ دوم          | دریادار دوم        |                    |
| سرهنگ              | ناخدا یکم          |                    |
| سرهنگ دوم          | ناخدا دوم          |                    |
| سرگرد              | ناخدا سوم          |                    |
| سروان              | ناوسروان           |                    |
| ستوان ۳، ۲ و ۱     | ناوبان ۳، ۲ و ۱    |                    |
| استوار ۲ و ۱       | ناواستوار ۲ و ۱    | ناواستوار ۲ و ۱    |
| گروهبان ۳، ۲ و ۱   | مهناوی ۳، ۲ و ۱    | مهناوی ۳، ۲ و ۱    |
| سرجوخه             | سرناوی             | سرناوی             |
| سرباز ۲ و ۱        | ناوی ۲ و ۱         | ناوی ۲ و ۱         |
| سرباز              | ناوی               | ناوی               |

ناوْسَروان درجه‌ای است در نیروی دریایی ارتش جمهوری اسلامی ایران و سپاه پاسداران انقلاب اسلامی.
درجه ناوسروان هم‌سنگ درجهٔ سروان در نیروی دریایی است.
از نام‌آورترین ناوسروان‌های ایران یدالله بایندر است که در ۴ شهریور ۱۳۲۰ و در جریان دفاع در برابر حمله متفقین به ایران کشته شد.

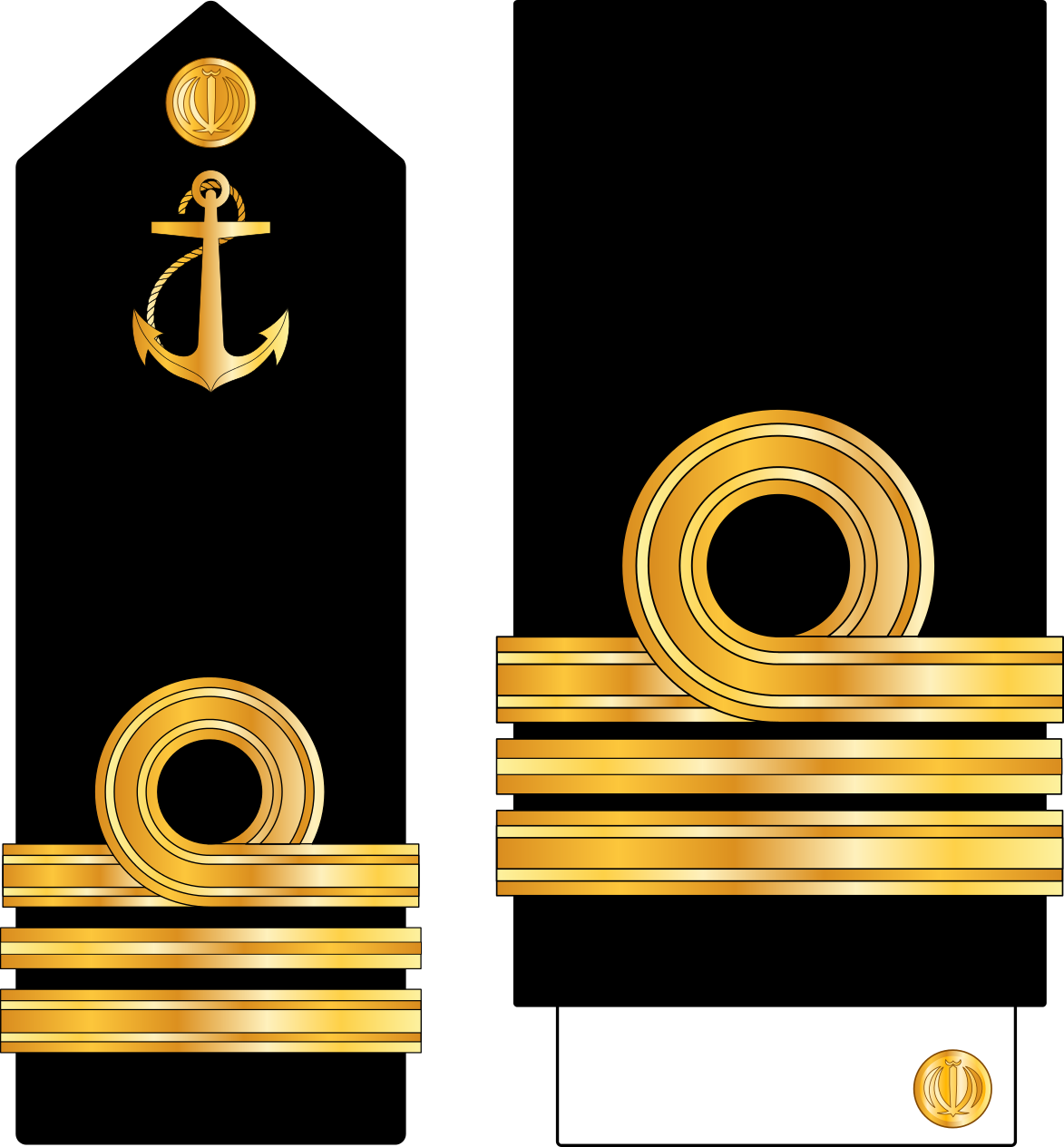
ناوسروان نیروی دریایی جمهوری اسلامی ایران
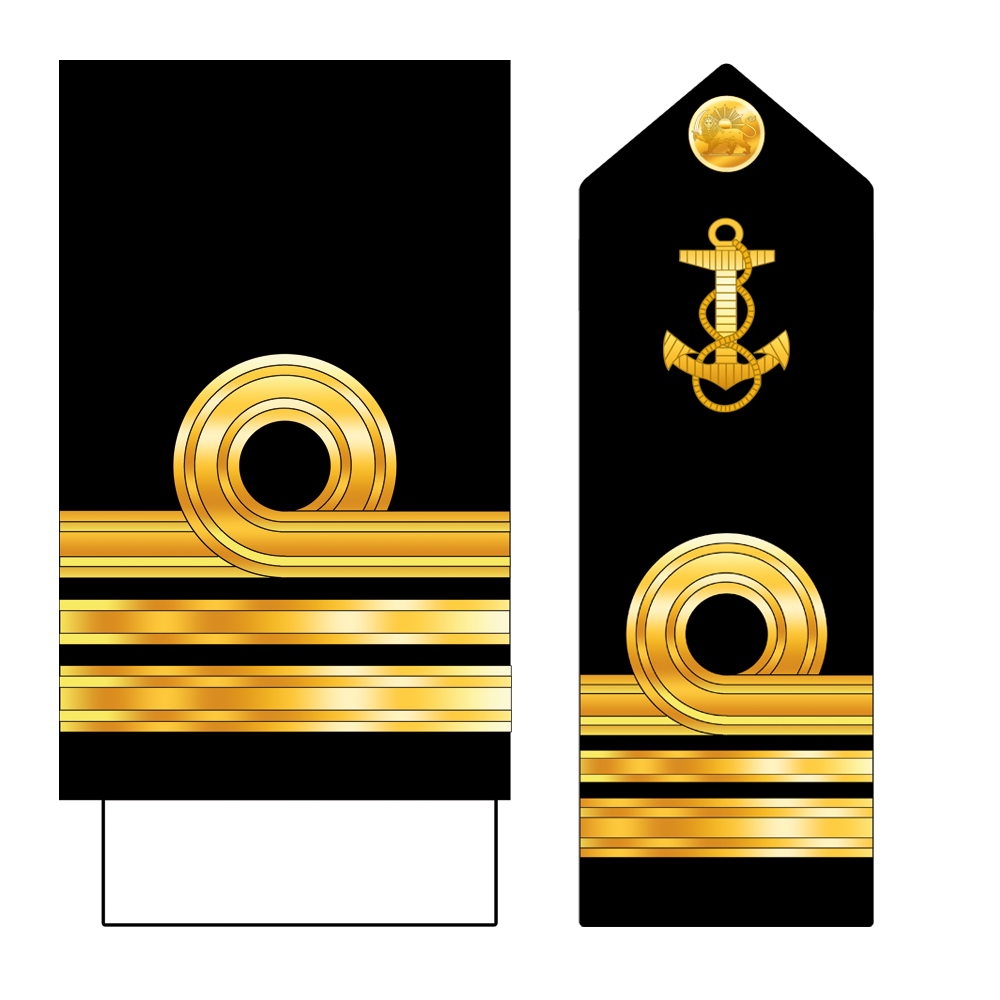
ناوسروان نیروی دریایی شاهنشاهی ایران